# Джорджо Перласка
Джорджо Перласка (італ. Giorgio Perlasca, ісп. Jorge, 31 січня 1910, Комо — 15 серпня 1992, Падуя) — італієць, який видавав себе за іспанського генерального консула в Угорщині узимку 1944 року і врятував тисячі євреїв від знищення.

## Ранні роки
Джорджо Перласка народився 31 січня 1910 року в Комо. Його дитинство пройшло у місті Мазера-ді-Падова, провінція Падуя. У 20-х роках він став симпатизувати ідеям фашизму. Він брав участь у другій італо-ефіопській війні та Громадянській війні в Іспанії, де отримав подяку від Франсіско Франко. Після прийняття антисемітських законів у Італії у 1938 році і зближення Муссоліні і Гітлера Перласка розчарувався у фашизмі.

## Друга світова війна
У грудні 1944 року Перласка сміливо врятував двох хлопчиків, коли їх загнали на вантажний потяг за наказом німецького підполковника. Шведський дипломат Рауль Валленберг повідомив Джорджо, що офіцера, який віддав наказ, звали Адольф Ейхман. У період близько 45 днів, з грудня 1944 року по 16 січня 1945 року, Перласка врятував тисячі євреїв з власної ініціативи.
Протягом зими 1944—1945 років він потайки передавав євреям їжу та теплі речі.

## Після війни

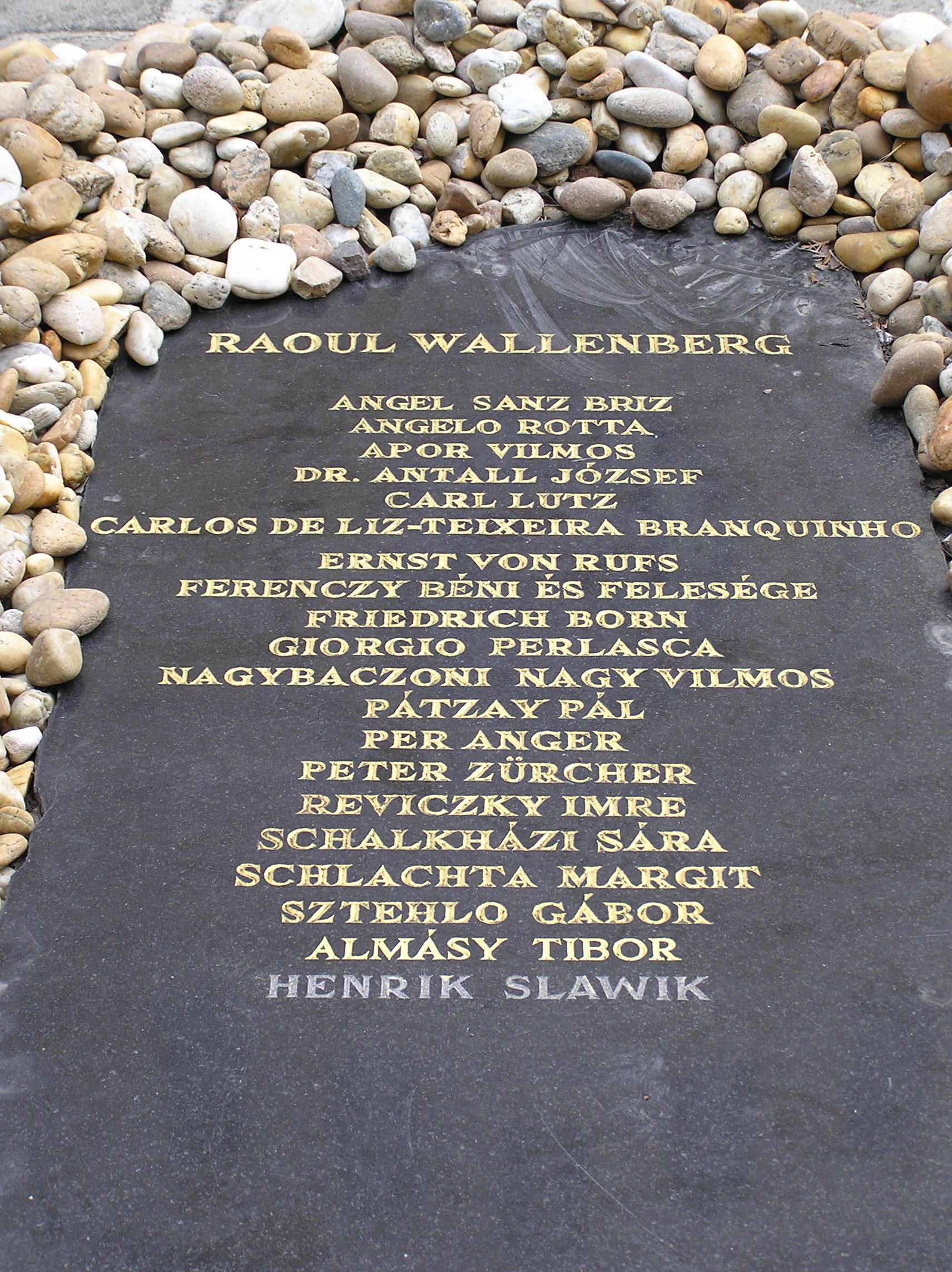
Меморіальна дошка у Будапешті на честь Джорджо Перласки

Після війни Перласка жив ув Італії. Він нікому, навіть членам своєї родини, ніколи не розповідав, що рятував євреїв. У 1987 році група угорських євреїв дізналася про його справи. 15 серпня 1992 року Перласка помер від серцевого нападу. Він отримав державні нагороди від іспанського, італійського та угорського урядів. Ізраїль визнав Джорджо Перласку праведником світу.
Енріко Деальо присвятив Перласке книгу «Банальність добра», за якою зняли фільм.

## Нагороди

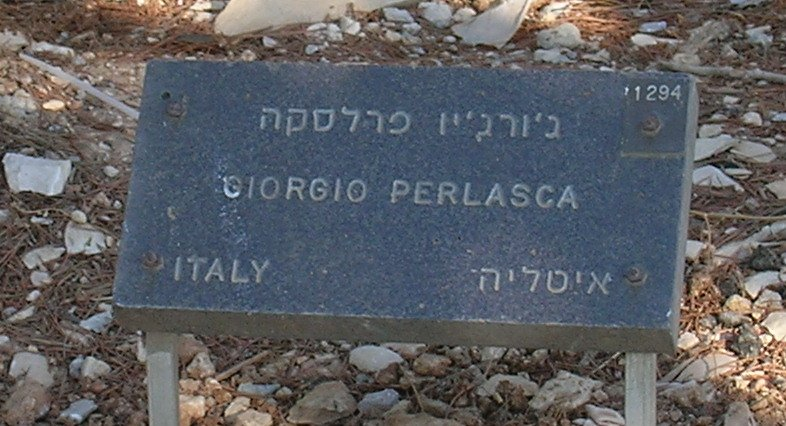
Стела на честь пам'яті Джорджо Перласки в Єрусалимі

- Орден «За заслуги перед Італійською Республікою»
- Золота медаль «За цивільні заслуги» (Італія)
- Орден Ізабелли Католички (Іспанія)
- Зірка «За заслуги» (Угорщина)